# Kulínitxi
Kulínitxi (en ucraïnès Кулиничі, en rus Кулиничі) és una vila de la província de Khàrkiv, Ucraïna. El 2021 tenia 2.981 habitants.